# 24h Le Mans 1964

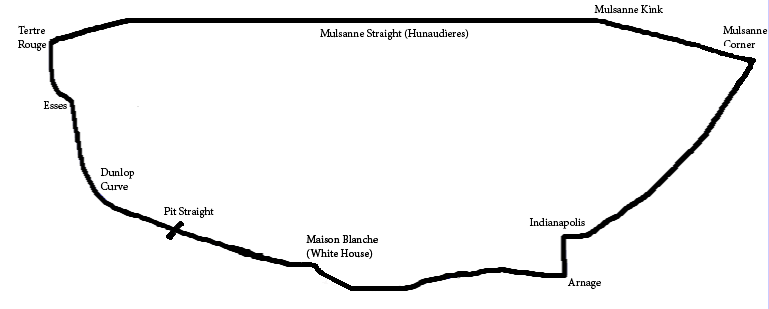
Tor Circuit de la Sarthe

24h Le Mans 1964 – 24–godzinny wyścig rozegrany na torze Circuit de la Sarthe w dniach 20–21 czerwca 1964 roku. Był dziewiątą rundą Mistrzostw Świata Samochodów Sportowych.

## Wyniki
Źródło: experiencelemans.com
| Poz. | Klasa   | Nr | Zespół                                           | Kierowcy                               | Nadwozie                     | Silnik                  | Okr. |
| ---- | ------- | -- | ------------------------------------------------ | -------------------------------------- | ---------------------------- | ----------------------- | ---- |
| 1    | P 5.0   | 20 | SpA Ferrari SEFAC                                | Jean Guichet Nino Vaccarella           | Ferrari 275P                 | Ferrari 3.3L V12        | 349  |
| 2    | P 5.0   | 14 | Maranello Concessionaires                        | Graham Hill Jo Bonnier                 | Ferrari 330P                 | Ferrari 4.0L V12        | 344  |
| 3    | P 5.0   | 19 | SpA Ferrari SEFAC                                | John Surtees Lorenzo Bandini           | Ferrari 330P                 | Ferrari 4.0L V12        | 337  |
| 4    | GT +3.0 | 5  | Shelby-American Inc.                             | Dan Gurney Bob Bondurant               | Shelby Cobra Daytona         | Ford 4.7L V8            | 334  |
| 5    | GT 3.0  | 24 | Ecurie Nationale Belge                           | Lucien Bianchi Jean Blaton             | Ferrari 250 GTO              | Ferrari 3.0L V12        | 333  |
| 6    | GT 3.0  | 25 | Maranello Concessionaires                        | Innes Ireland Tony Maggs               | Ferrari 250 GTO              | Ferrari 3.0L V12        | 328  |
| 7    | GT 2.0  | 34 | Auguste Veuillet                                 | Robert Buchet Guy Ligier               | Porsche 904/4 GTS            | Porsche 2.0L Flat-4     | 323  |
| 8    | GT 2.0  | 33 | Racing Team Holland                              | Ben Pon Henk van Zalinge               | Porsche 904/4 GTS            | Porsche 2.0L Flat-4     | 319  |
| 9    | GT 3.0  | 27 | North American Racing Team (NART) Fernand Tavano | Fernand Tavano Bob Grossman            | Ferrari 250 GTO              | Ferrari 3.0L V12        | 315  |
| 10   | GT 2.0  | 31 | Porsche System Engineering                       | Gerhard Koch Heinz Schiller            | Porsche 904/4 GTS            | Porsche 2.0L Flat-4     | 315  |
| 11   | GT 2.0  | 35 | Scuderia Filipinetti                             | Herbert Müller Claude Sage             | Porsche 904/4 GTS            | Porsche 2.0L Flat-4     | 309  |
| 12   | GT 2.0  | 32 | „Franc”                                          | Jacques Dewes Jean Kerguen             | Porsche 904/4 GTS            | Porsche 2.0L Flat-4     | 308  |
| 13   | GT 1.6  | 57 | Scuderia St. Ambroeus                            | Roberto Bussinello Bruno Deserti       | Alfa Romeo Giulia TZ         | Alfa Romeo 1.6L I4      | 307  |
| 14   | P +5.0  | 1  | Auguste Veuillet                                 | Pierre Noblet Edgar Berney             | Iso Grifo A3C                | Chevrolet 5.4L V8       | 307  |
| 15   | GT 1.6  | 41 | Scuderia St. Ambroeus                            | Giampiero Biscaldi Giancarlo Sala      | Alfa Romeo Giulia TZ         | Alfa Romeo 1.6L I4      | 305  |
| 16   | P 5.0   | 23 | Ecurie Nationale Belge                           | Pierre Dumay Gerard Langlois van Ophem | Ferrari 250LM                | Ferrari 3.3L V12        | 298  |
| 17   | P 3.0   | 46 | Société des Automobiles Alpine                   | Roger Delageneste Henry Morrogh        | Alpine M64                   | Renault-Gordini 1.1L I4 | 292  |
| 18   | GT +3.0 | 64 | Société Chardonnet                               | Réfis Fraissinet Jean de Mortemart     | AC Cobra                     | Ford 4.7L V8            | 289  |
| 19   | GT 2.0  | 37 | British Motor Corporation                        | Paddy Hopkirk Andrew Hedges            | MG MGB Hardtop               | MG 1.8L I4              | 287  |
| 20   | P 3.0   | 59 | Société des Automobiles Alpine                   | Roger Masson Teodore Zeccoli           | Alpine M63                   | Renault-Gordini 1.0L I4 | 284  |
| 21   | P 3.0   | 50 | Standard Triumph                                 | David Hobbs Rob Slotemaker             | Triumph Spitfire             | Triumph 1.1L I4         | 272  |
| 22   | GT 1.3  | 43 | Team Elite '62                                   | Clive Hunt John Wagstaff               | Lotus Elite Mk14             | Coventry Climax 1.2L I4 | 266  |
| 23   | GT 1.3  | 52 | Société Automobiles René Bonnet                  | Philippe Farjon Serge Lelong           | René Bonnet Aérodjet         | Renault-Gordini 1.1L I4 | 260  |
| 24   | P 3.0   | 53 | Donald Healey Motor Company                      | Clive Baker William Bradley            | Austin-Healey Sprite Sebring | BMC 1.1L I4             | 257  |

### Nie sklasyfikowani
| Poz. | Klasa | Nr | Zespół                         | Kierowcy                    | Nadwozie   | Silnik                  | Okr. |
| ---- | ----- | -- | ------------------------------ | --------------------------- | ---------- | ----------------------- | ---- |
| 25   | P 3.0 | 47 | Société des Automobiles Alpine | Mauro Bianchi Jean Vinatier | Alpine M63 | Renault-Gordini 1.0L I4 | 230  |

### Nie ukończyli
| Poz. | Klasa   | Nr | Zespół                            | Kierowcy                                | Nadwozie                  | Silnik                           | Okr. |
| ---- | ------- | -- | --------------------------------- | --------------------------------------- | ------------------------- | -------------------------------- | ---- |
| 26   | P 3.0   | 30 | Porsche System Engineering        | Colin Davis Gerhard Mitter              | Porsche 904/8             | Porsche 2.0L Flat-8              | 244  |
| 27   | GT +3.0 | 18 | Michael Salmon                    | Michael Salmon Peter Sutcliffe          | Aston Martin DP214        | Aston Martin 3.7L I6             | 235  |
| 28   | P 3.0   | 48 | Société Automobiles René Bonnet   | Robert Bouharde Michel de Bourbon-Palma | René Bonnet Aérodjet      | Renault-Gordini 1.1L I4          | 216  |
| 29   | P 5.0   | 10 | Ford Motor Company                | Phil Hill Bruce McLaren                 | Ford GT40 Mk.I            | Ford 4.2L V8                     | 192  |
| 30   | GT +3.0 | 16 | Peter Lindner                     | Peter Lindner Peter Nöcker              | Jaguar E-type Lightweight | Jaguar 3.8L I6                   | 149  |
| 31   | P 3.0   | 65 | Standard Triumph                  | Jean-François Piot Jean-Louis Marnat    | Triumph Spitfire          | Triumph 1.1L I4                  | 140  |
| 32   | P 3.0   | 29 | Porsche System Engineering        | Edgar Barth Herbert Linge               | Porsche 904/8             | Porsche 2.0L Flat-8              | 139  |
| 33   | P 3.0   | 54 | Société des Automobile Alpine     | Philippe Vidal Henri Grandsire          | Alpine M64                | Renault-Gordini 1.1L I4          | 133  |
| 34   | GT +3.0 | 6  | Briggs S. Cunningham              | Chris Amon Jochen Neerpasch             | Shelby Cobra Daytona      | Ford 4.7L V8                     | 131  |
| 35   | P 3.0   | 45 | S.E.C.A. CD                       | Pierre Lelong Guy Verrier               | CD 3                      | Panhard 1.2L Supercharged Flat-2 | 124  |
| 36   | GT +3.0 | 9  | Rootes Group                      | Peter Procter Jimmy Blumer              | Sunbeam Tiger Thunderbolt | Ford 4.3L V8                     | 118  |
| 37   | GT 3.0  | 26 | North American Racing Team (NART) | Ed Hugus José Rosinski                  | Ferrari 250 GTO           | Ferrari 3.0L V12                 | 114  |
| 38   | P 5.0   | 2  | Maserati France                   | André Simon Maurice Trintignant         | Maserati Tipo 151/1       | Maserati 4.9L V8                 | 99   |
| 39   | GT +3.0 | 17 | P.J. Sargent                      | Peter Sargent Peter Lumsden             | Jaguar E-type Lightweight | Jaguar 3.8L I6                   | 80   |
| 40   | P 3.0   | 44 | S.E.C.A. CD                       | Alain Bertaut André Guilhaudin          | CD 3                      | Panhard 1.2L Supercharged Flat-2 | 77   |
| 41   | GT +3.0 | 3  | AC Cars Ltd.                      | Peter Bolton Jack Sears                 | AC Cobra Coupé            | Ford 4.7L V8                     | 77   |
| 42   | P 5.0   | 21 | SpA Ferrari SEFAC                 | Mike Parkes Ludovico Scarfiotti         | Ferrari 275P              | Ferrari 3.3L V12                 | 71   |
| 43   | P 5.0   | 22 | SpA Ferrari SEFAC                 | Giancarlo Baghetti Umberto Maglioli     | Ferrari 275P              | Ferrari 3.3L V12                 | 69   |
| 44   | P 5.0   | 11 | Ford Motor Company                | Richie Ginther Masten Gregory           | Ford GT40 Mk.I            | Ford 4.2L V8                     | 63   |
| 45   | P 3.0   | 56 | Société Automobiles René Bonnet   | Pierre Monneret Jean-Claude Rudaz       | René Bonnet Aérodjet      | Renault-Gordini 1.0L I4          | 62   |
| 46   | P 5.0   | 15 | North American Racing Team (NART) | Pedro Rodríguez Skip Hudson             | Ferrari 330P              | Ferrari 4.0L V12                 | 58   |
| 47   | P 5.0   | 12 | Ford Motor Company                | Richard Attwood Jo Schlesser            | Ford GT40 Mk.I            | Ford 4.2L V8                     | 58   |
| 48   | P 3.0   | 55 | Société Automobiles René Bonnet   | Jean-Pierre Beltoise Gérard Laureau     | René Bonnet Aérodjet      | Renault-Gordini 1.1L I4          | 54   |
| 49   | GT 1.6  | 40 | Scuderia St. Ambroeus             | Fernand Masoreo Jean Rolland            | Alfa Romeo Giulia TZ      | Alfa Romeo 1.6L I4               | 47   |
| 50   | P 3.0   | 60 | Société Automobiles René Bonnet   | Bruno Basini Roland Charriére           | René Bonnet RB5           | Renault-Gordini 1.2L I4          | 44   |
| 51   | GT +3.0 | 8  | Rootes Group                      | Claude Dubois Keith Ballisat            | Sunbeam Tiger Thunderbolt | Ford 4.3L V8                     | 37   |
| 52   | P 3.0   | 49 | Standard Triumph                  | Michael Rotschild Bob Tullius           | Triumph Spitfire          | Triumph 1.1L I4                  | 23   |
| 53   | P 3.0   | 42 | Lawrence Tune Engineering         | Chris J. Lawrence Gordon Spice          | Deep Sanderson 301        | BMC 1.3L I4                      | 13   |
| 54   | GT 1.6  | 38 | Royal Elysées                     | René Richard „Pierre Gelé”              | Lotus Elan 26R            | Lotus 1.6L I4                    | 7    |
| 55   | P 5.0   | 58 | North American Racing Team (NART) | David Piper Jochen Rindt                | Ferrari 250LM             | Ferrari 3.3L V12                 | 0    |